# Private Idaho
Singles de The B-52's
Dance This Mess Around
(1979) Give Me Back My Man
(1980)
Private Idaho est une chanson écrite, composée et interprétée par le groupe de rock américain The B-52's. Sortie en single en juillet 1980, elle est extraite de l'album Wild Planet.
Si, aux États-Unis, elle ne se classe que 74e dans le Billboard Hot 100, elle obtient plus de succès dans le classement des diffusions en discothèque, le Hot Dance Club Play, atteignant la 5e position. En Australie, elle culmine à la 11e place des ventes de singles.
Malgré un succès commercial relativement modeste, elle est devenue un incontournable du répertoire du groupe.
Le sujet abordé n'est pas à proprement parler l'État américain de l'Idaho mais, partant d'un calembour avec l'expression Private Eye (signifiant détective privé), les paroles décrivent l'état d'esprit paranoïaque d'une personne.
Le réalisateur Gus Van Sant s'est inspiré du titre de la chanson pour intituler son film My Own Private Idaho sorti en 1991,. Elle n'apparaît pas, cependant, dans la bande originale du film.

## Classements hebdomadaires
| Classement (1980)                | Meilleure place |
| -------------------------------- | --------------- |
| Australie (ARIA)                 | 11              |
| États-Unis (Billboard Hot 100)   | 74              |
| États-Unis (Hot Dance Club Play) | 5               |